# 遊佐町
遊佐町（ゆざまち）は、山形県の最北部に位置し、日本海に面する人口約1万2千人の町。飽海郡に属する唯一の自治体である。

## 地理
庄内平野の北端に位置し、山形県の最北端に位置する自治体でもある。北には東北地方第二の標高を誇る鳥海山が聳え、中央部には肥沃な庄内平野が広がり、町全体をなだらかに横切るようにして月光川が流れる。町南部の海岸線には砂浜が広がり、夏には釜磯海水浴場、西浜海水浴場などで海水浴を楽しめる。北部海岸線は鳥海山から流れ込んだ溶岩による岩礁が広がっており、良い漁場となっている。
町内には湧水や自噴井戸が多く、1996年（平成8年）に国土庁（現国土交通省）｢水の郷百選｣に認定されている。
- 山 ：鳥海山
- 砂丘：庄内砂丘
- 河川：月光川、牛渡川

## 歴史

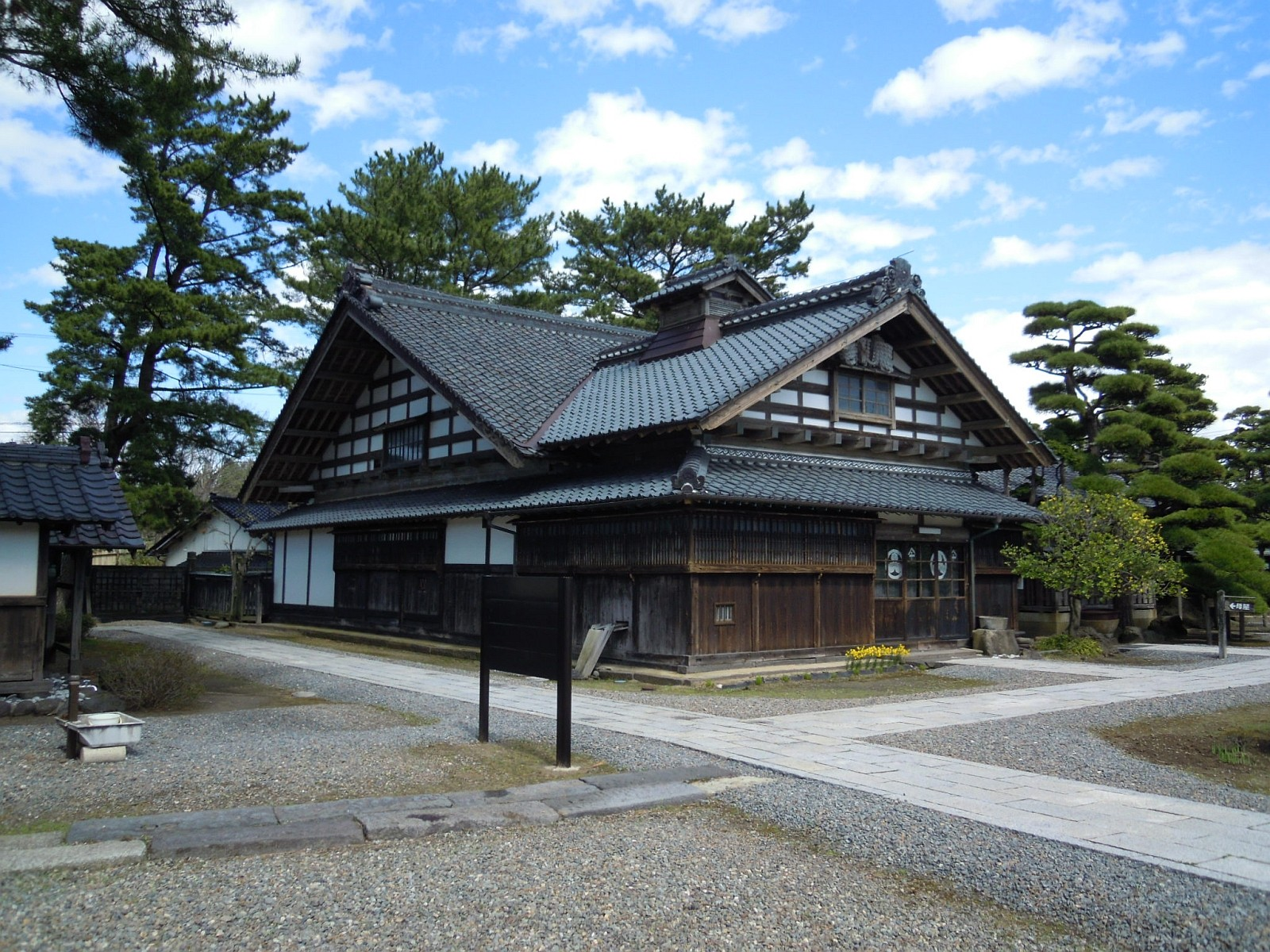
旧青山家住宅（旧青山本邸、国の重要文化財）

遊佐の地名が歴史に登場するのは延長5年（927年）の『延喜式』二十八、兵部省、諸国駅馬の項にある出羽国駅馬「遊佐 十疋」という記述である。また、承平7年（937年）の『和名類聚抄』にも「遊佐郷」とあり、千年以上前から文字も音もそのまま伝えられている珍しい例とされる。
久安4年（1148年）には関白の藤原忠実が子の頼長に「遊佐荘」などを譲った記録があり、藤原摂関家の北限の荘園が立荘されていた。その後、藤原基衡の荘園となった後、遊佐氏の荘園となり郡名に「遊佐郡」が用いられるようになった。
戦国期になると砂越氏、板垣氏（石垣氏）、次いで大宝寺氏、上杉氏、最上氏がこの地を治めた。
江戸時代には庄内藩が置かれた。そして元和8年（1622年）に酒井忠勝が入部し、田川、櫛引、遊佐の三郡を統治した。
- 酒井氏は入部直後に大規模な検地を行い、表石よりも実石を大幅に増やすことに成功したが、その増えた石高の分まで徴税にまわされた為に民衆は苦しんだ。寛永9年（1632年）、遊佐郷大肝煎高橋太郎左衛門が農民の離散の責を問われて解職・投獄される。翌年釈放されたが藩の暗殺計画を知り、弟の長四郎とともに江戸へ逃れ、寛永11年（1634年）江戸幕府に藩の窮状を示した直訴状を提出する。そこには最上氏時代よりも年貢が二倍近くに増え、凶作でも通年どおりに治めねばならず、年貢を納めるために男女千人ほどが身売り・逃亡したと書かれていた。この直訴は幕府に受理され、以後太郎左衛門は大肝煎に復している。
- 宝暦4年（1754年）、凶作。宝暦5年（1755年）、歴史的大飢饉（宝暦の飢饉）。
- 天保7年（1836年）、青山留吉が遊佐郷青塚（現：同町比子青塚）に誕生する。留吉はその後後志国に渡り道内有数の漁業家に成長する。青塚には彼の偉業をたたえ、鰊御殿とも呼ばれる旧青山本邸が現存する。

### 沿革

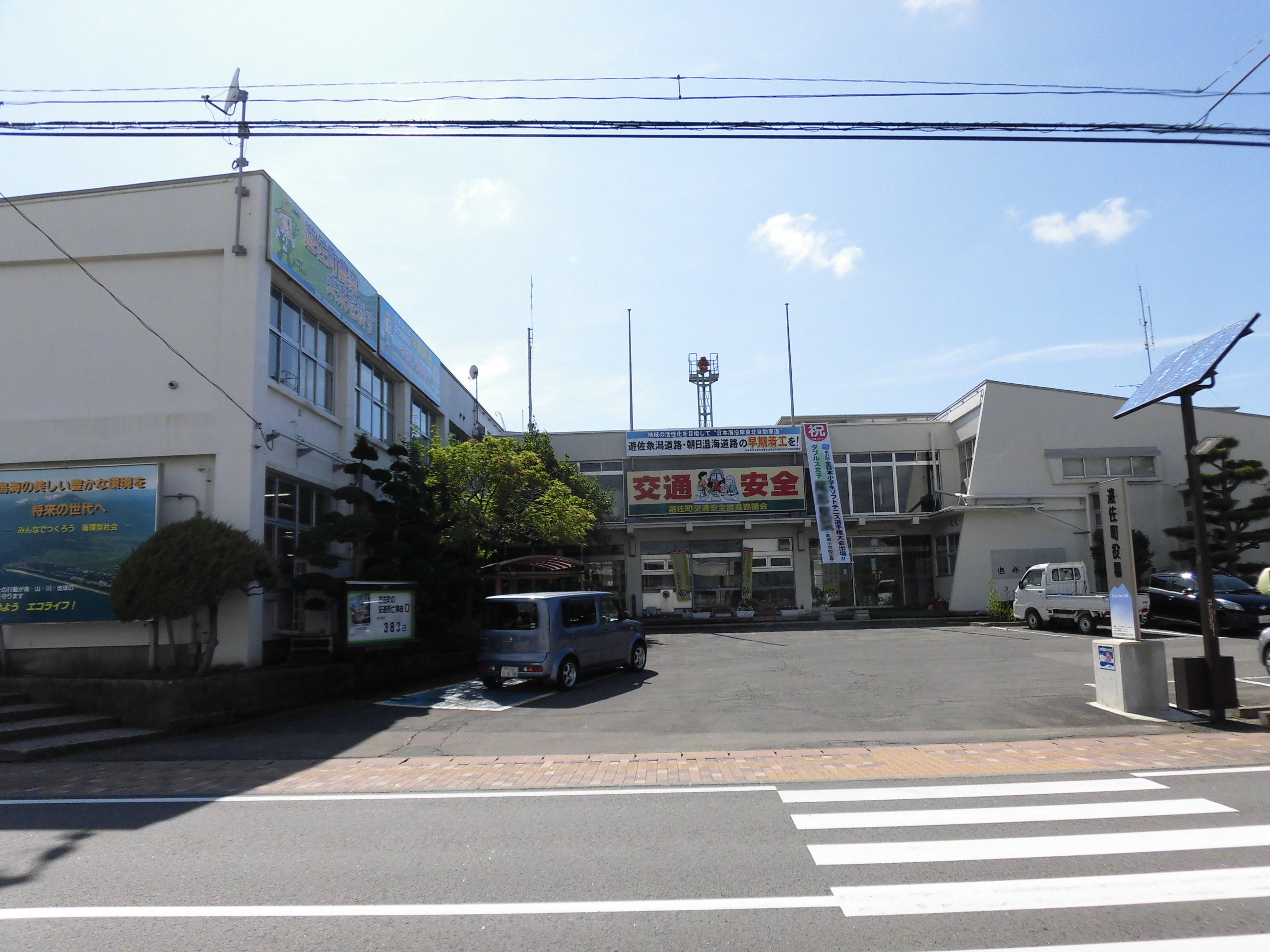
旧遊佐町役場（2014年7月）

- 1889年（明治22年）4月1日 - 町村制施行に伴い飽海郡遊佐町村、白井新田村、野沢村、吉出村、小田原村（一部）が合併し、遊佐村（ゆざむら）が発足。
- 1941年（昭和16年）4月1日 - 町制施行し遊佐町となる。
- 1954年（昭和29年）8月1日 - 飽海郡遊佐町、稲川村、西遊佐村、蕨岡村、高瀬村、吹浦村が合併し、遊佐町を新設[2]。
- 1956年（昭和31年）
  - 1月1日 - 酒田市と境界の一部を変更。
  - 8月15日 - 酒田市と境界の一部を変更。
- 2003年（平成15年）2月1日 - 酒田市と飽海郡4町（遊佐町、八幡町、平田町、松山町）で「庄内北部地域合併協議会（法定協議会）」を設置[3]。
- 2004年（平成16年）10月6日 - 協議の難航から協議会が休止（事実上の離脱）。その後残りの1市3町は新たに協議会を立ち上げ合併した。この合併の結果、遊佐町は飽海郡に属する唯一の自治体となった[3]。
- 2021年（令和3年）8月30日 - 町役場の新庁舎が完成し、遊佐町遊佐字舞鶴211番地から202番地に移転する[4]。

## 行政

### 町長
- 町長：松永裕美

| 期         | 氏名         | 就任                      | 退任                      | 備考            |
| ---------- | ------------ | ------------------------- | ------------------------- | --------------- |
| 1          | 小野寺喜一郎 | 1993年（平成5年）3月19日  | 2009年（平成21年）3月18日 | 元町議会議員    |
| 2          | 小野寺喜一郎 | 1993年（平成5年）3月19日  | 2009年（平成21年）3月18日 | 元町議会議員    |
| 3          | 小野寺喜一郎 | 1993年（平成5年）3月19日  | 2009年（平成21年）3月18日 | 元町議会議員    |
| 4          | 小野寺喜一郎 | 1993年（平成5年）3月19日  | 2009年（平成21年）3月18日 | 元町議会議員    |
| 5          | 小野寺喜一郎 | 1993年（平成5年）3月19日  | 2009年（平成21年）3月18日 | 元町議会議員    |
| 1          | 時田博機     | 2009年（平成21年）3月18日 | 2024年（令和6年）2月10日  | 4期目途中で死去 |
| 2          | 時田博機     | 2009年（平成21年）3月18日 | 2024年（令和6年）2月10日  | 4期目途中で死去 |
| 3          | 時田博機     | 2009年（平成21年）3月18日 | 2024年（令和6年）2月10日  | 4期目途中で死去 |
| 4          | 時田博機     | 2009年（平成21年）3月18日 | 2024年（令和6年）2月10日  | 4期目途中で死去 |
| 職務代行者 | 池田与四也   | 2024年（令和6年）2月10日  | 2024年（令和6年）3月23日  | 副町長          |
| 1          | 松永裕美     | 2024年（令和6年）3月24日  | 現職                      | 元町議会議員    |

## 議会
議会定数は12人である。
なお、2003年から町の中高生が投票で「少年町長」と「少年議員」を選出する少年議会が行われている。

## 産業・経済

### 商業
- 本間物産 - 食品スーパーマーケット「マルホンカウボーイ」を運営する会社
- 金龍 - 酒田市の酒造会社。2017年、町内にウイスキーの蒸留所を開設した。
- マルハニチロ中央研究所遊佐試験場
- 鳥海南工業団地

### 漁業
- 女鹿漁港
- 吹浦漁港

### 郵便局
- 遊佐郵便局
- 吹浦郵便局
- 藤崎郵便局

### 金融機関
- 庄内みどり農業協同組合(指定金融機関）[9]
  - 遊佐支店
  - 吹浦支店
- 荘内銀行遊佐支店（指定代理金融機関[10]）
- きらやか銀行
  - 遊佐支店（遊佐駅前支店・遊佐支店吹浦出張所・観音寺支店）

## 姉妹都市
国内
- 東京都豊島区 - 友好都市提携

海外
- ハンガリー共和国  ソルノク市 - 姉妹都市提携

なお、姉妹交流ではないが、英国ストラトフォード・アポン・エイヴォンと文化交流が盛んである。

## 地域

### 人口
| |                                        |  |
| 遊佐町と全国の年齢別人口分布（2005年） | 遊佐町の年齢・男女別人口分布（2005年） |  |
| ■紫色 ― 遊佐町 ■緑色 ― 日本全国 | ■青色 ― 男性 ■赤色 ― 女性              |  |
| 遊佐町（に相当する地域）の人口の推移 \| 1970年（昭和45年） \| 21,224人 \| \| \| 1975年（昭和50年） \| 20,481人 \| \| \| 1980年（昭和55年） \| 20,412人 \| \| \| 1985年（昭和60年） \| 20,271人 \| \| \| 1990年（平成2年） \| 19,705人 \| \| \| 1995年（平成7年） \| 18,895人 \| \| \| 2000年（平成12年） \| 18,037人 \| \| \| 2005年（平成17年） \| 16,852人 \| \| \| 2010年（平成22年） \| 15,480人 \| \| \| 2015年（平成27年） \| 14,207人 \| \| \| 2020年（令和2年） \| 13,032人 \| \| |                                        |  |
| 総務省統計局 国勢調査より |                                        |  |
| 1970年（昭和45年） | 21,224人                               |  |
| 1975年（昭和50年） | 20,481人                               |  |
| 1980年（昭和55年） | 20,412人                               |  |
| 1985年（昭和60年） | 20,271人                               |  |
| 1990年（平成2年） | 19,705人                               |  |
| 1995年（平成7年） | 18,895人                               |  |
| 2000年（平成12年） | 18,037人                               |  |
| 2005年（平成17年） | 16,852人                               |  |
| 2010年（平成22年） | 15,480人                               |  |
| 2015年（平成27年） | 14,207人                               |  |
| 2020年（令和2年） | 13,032人                               |  |

### 教育
小学校
- 遊佐町立遊佐小学校

中学校
- 遊佐町立遊佐中学校

高等学校
- 山形県立遊佐高等学校

特別支援学校
- 山形県立鶴岡養護学校鳥海学園分教室

## 交通

### 鉄道
- 東日本旅客鉄道（JR東日本）
  - 羽越本線
    - 遊佐駅 - 吹浦駅 - 女鹿駅

### 路線バス
- 遊佐町営バス - 現在はスクールバスのみ運行（臨時便を除き通学者以外の利用も可能）。
- 遊佐町デマンドタクシー - 平日のみ運行。町内全域で利用可。

### 道路
- 高速道路
  - E7 日本海東北自動車道
  - 遊佐比子IC - 遊佐菅里IC - 遊佐鳥海IC - 吹浦IC（仮称・事業中） - 女鹿IC（仮称・事業中）
- 一般国道
  - 国道7号
  - 国道345号
- 主要地方道
  - 山形県道60号酒田遊佐線
- 一般県道
  - 山形県道208号遊佐停車場藤崎線
  - 山形県道210号鳥海公園吹浦線
  - 山形県道353号吹浦酒田線
  - 山形県道369号比子八幡線
  - 山形県道371号菅里直世下野沢線
  - 山形県道373号杉沢南鳥海停車場線
  - 山形県道374号比子南鳥海停車場線
  - 山形県道375号十里塚遊佐線
- 広域農道
  - 庄内東部広域農道

### 道の駅
- 道の駅鳥海（国道7号）

### 空港
最寄の空港は庄内空港であり、町内から自動車で移動した場合の所要時間は約40分ほどである。

## 名所・史跡・祭事等

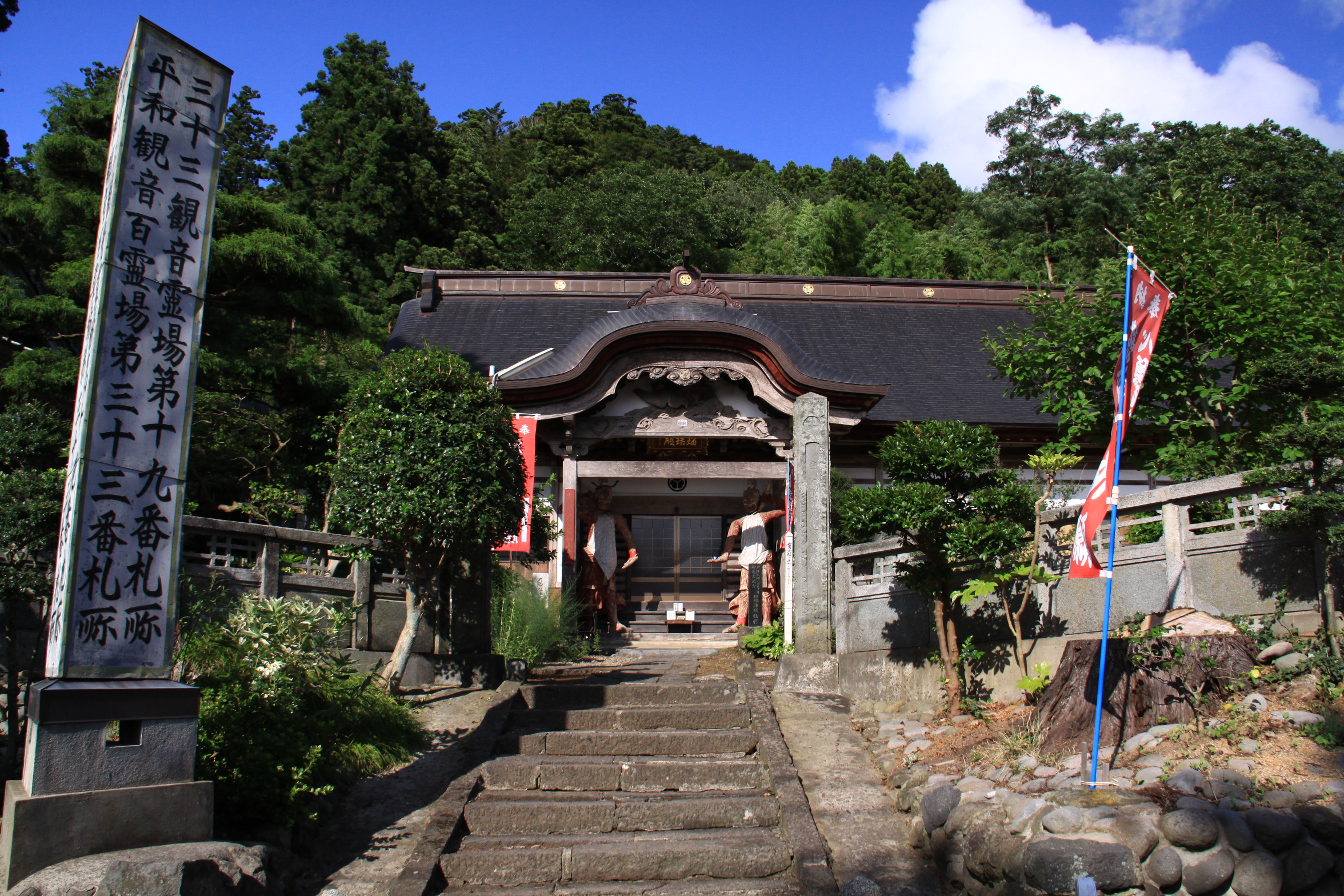
龍頭寺

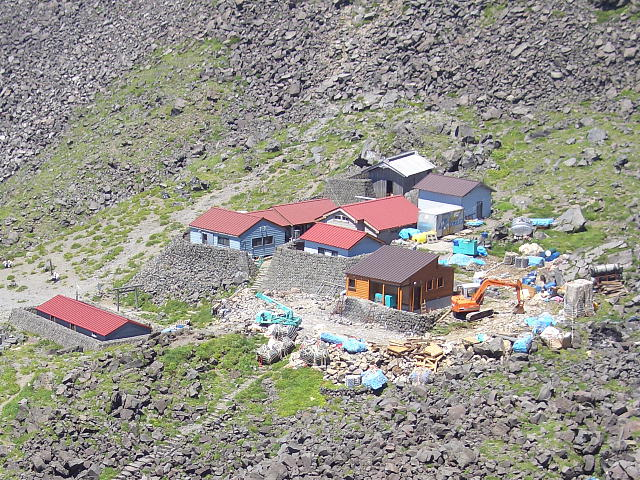
鳥海山大物忌神社山頂本殿

### 自然・公園
- 鳥海山
- 湧水:丸池様・牛渡川
- 峡谷:二ノ滝渓谷、高瀬峡
- 三崎公園
- 釜磯海水浴場
- 西浜海水浴場（快水浴場百選）

### 史跡
- 十六羅漢岩 (未来に残したい漁業漁村の歴史文化財産百選)
- 石原莞爾墓所

### 寺社仏閣
- 鳥海山大物忌神社
- 龍頭寺

### 温泉
- 湯ノ田温泉

### 祭事・催事
- 杉沢比山 (重要無形民俗文化財)
- 遊佐の小正月行事 (重要無形民俗文化財)

## 出身有名人
- 斉藤淳 - 衆議院議員
- 金野定吉 - 衆議院議員
- 鳥海時雨郎 - 衆議院議員
- 志田義信 - 衆議院議員
- 佐藤政養 - 民部省の初代鉄道助として新橋－横浜間の鉄道敷設に尽力した。また、幕末は勝海舟の弟子として坂本龍馬等と神戸海軍操練所の設立に関わっている。
- 鳥海修 - 書体設計士
- 伊藤海斗 - プロ野球選手
- 鳥海龍秀俊 - 大相撲力士
- 早瀬あや - 女性モデル、レースクイーン
- 富樫慧士[12]- 俳優、モデル
- 阿部祐見子
- 太田美恵

## 郵便番号
郵便番号は999-83XX, 999-84XX, 999-85XXであり、郵便番号の数字が最大の市町村である。なかでも遊佐町 菅里 (999-8531) の番号がもっとも大きい。